# Arothron nigropunctatus
O peixe-balão-de-pintas-pretas, peixe-balão-gordo-de-pintas-pretas, baiacu-de-pintas-pretas ou bombinha-de-pintas-pretas (Arothron nigropunctatus) é um peixe-balão do gênero Arothron. Esta espécie alimenta-se de corais vivos, mordiscando as extremidades das respectivas ramificações, em especial do coral-vermelho. Também perscruta a areia em busca de crustáceos, moluscos, esponjas e tunicados. Como todos os peixes-balão da família Tetrodontidae, contém a venenosa tetrodontoxina, e seu consumo é inadequado.